# Method of Fluxions
Method of Fluxions (tiếng Việt: Phương pháp thông lượng) là một cuốn sách được viết bởi nhà khoa học người Anh Isaac Newton. Tác phẩm được hoàn thành vào năm 1671, và được xuất bản vào năm 1736. Thông lượng là một khái niệm toán học được Newton đưa ra để giải quyết vấn đề của đạo hàm. Về nguyên gốc, ông đã phát triển phương pháp tại Woolsthorpe Manor, gần với Đại học Cambridge, trong khoảng thời gian của Đại dịch lớn của London từ năm 1665 đến 1667. Nhưng Newton không lựa cho sẽ cho những gì mà ông nghiên cứu được biết đến (tương tự như vậy, những tìm kiếm của ông được nêu ra trong tác phẩm trứ danh Philosophiae Naturalis Principia Mathematica cũng được phát triển trong khoảng thời gian này và không được Newton công bố trong một khoảng thời gian dài). Gottfried Leibniz đã phát triển công thức của Newton với sự tính toán độc lập vào khoảng 1673, 7 năm sau khi Newton phát triển nền tảng của những tính toán cho công thức cũng như các văn bản còn tồn tại cho đến bây giờ như "phương pháp của thông lượng và biến đổi..." từ năm 1666. Tuy nhiên, Leibniz đã xuất bản tác phẩm của mình vào năm 1684, chín năm trước khi Newton cho xuất bản chính thức tác phẩm của mình một phần vào năm 1693. Lưu ý về tính toán được sử dụng hầu hết trong thời điểm bây giờ là của Leibniz, mặc dù lưu ý điểm của Newton về sự phân biệt để đề ra dẫn xuất với mối quan hệ với thời gian vẫn được sử dụng trong cơ khí và phân tích mạch.
Method of Fluxions của Newton được xuất bản chính thức một cách truy tặng, nhưng việc theo sau việc xuất bản của Leibniz đã tạo nên một cuộc tranh cãi để kết luận xem ai mới là người phát triển các phép tính toán đầu tiên. Chính vì điều này, Newton đã không còn những phát triển mới về thông lượng.

## Sự phát triển của Newton về phân tích
Trong một khoảng thời gian bao gồm thời gian làm việc của Newton, nguyên lý về phân tích vẫn là một chủ đề gây tranh cãi trong giới toán học. Mặc dù các kỹ thuật phân tích đã cung cấp các phương pháp cho các vấn đề tồn tại lâu, bao gồm các vấn đề của cầu phương và tìm ra tiếp tuyến, các chứng minh của các phương pháp này không được biết đến với hình thức tối giản cho những quy luật tổng hợp của hình học Euclid. Thay vào đó, các phân tích thỉnh thoảng bị ép buộc để yêu cầu sự vô hạn cực nhỏ, số lượng để có thể xác định các thao tác toán học. Một vài nhà toán học đương thời của Newton như là Isaac Barrow đã có sự hoài nghi rất cao đối với các kỹ thuật này, những kỹ thuật khong có các biểu diễn hình học rõ ràng nào. Mặc dù trong đầu sự nghiệp của mình Newton cũng sử dụng sự vô hạn cực nhỏ trong phép đạo hàm mà không chứng minh nó đúng, sau đó Newton đã phát triển cái gì đó gần với khái niệm hiện đại về giới hạn nhằm để chứng minh sự vô hạn đó là đúng đắn.